# 코밀라구

방글라데시 코밀라구

코밀라구(벵골어: কুমিল্লা জেলা)는 쿠밀라구라고도 불리며, 방글라데시의 구로, 다카에서 남동쪽으로 100km 정도 떨어진 곳에 위치한다. 북쪽으로는 브라만바리아구와 나라양간지구, 남쪽으로는 노아칼리구와 페니구, 동쪽으로는 인도의 트리푸라주, 서쪽으로는 문시간지구와 찬드푸르구와 접한다. 코밀라구는 방글라데시 남동부에 위치한 구로 행정 중심지는 코밀라이다.

## 역사

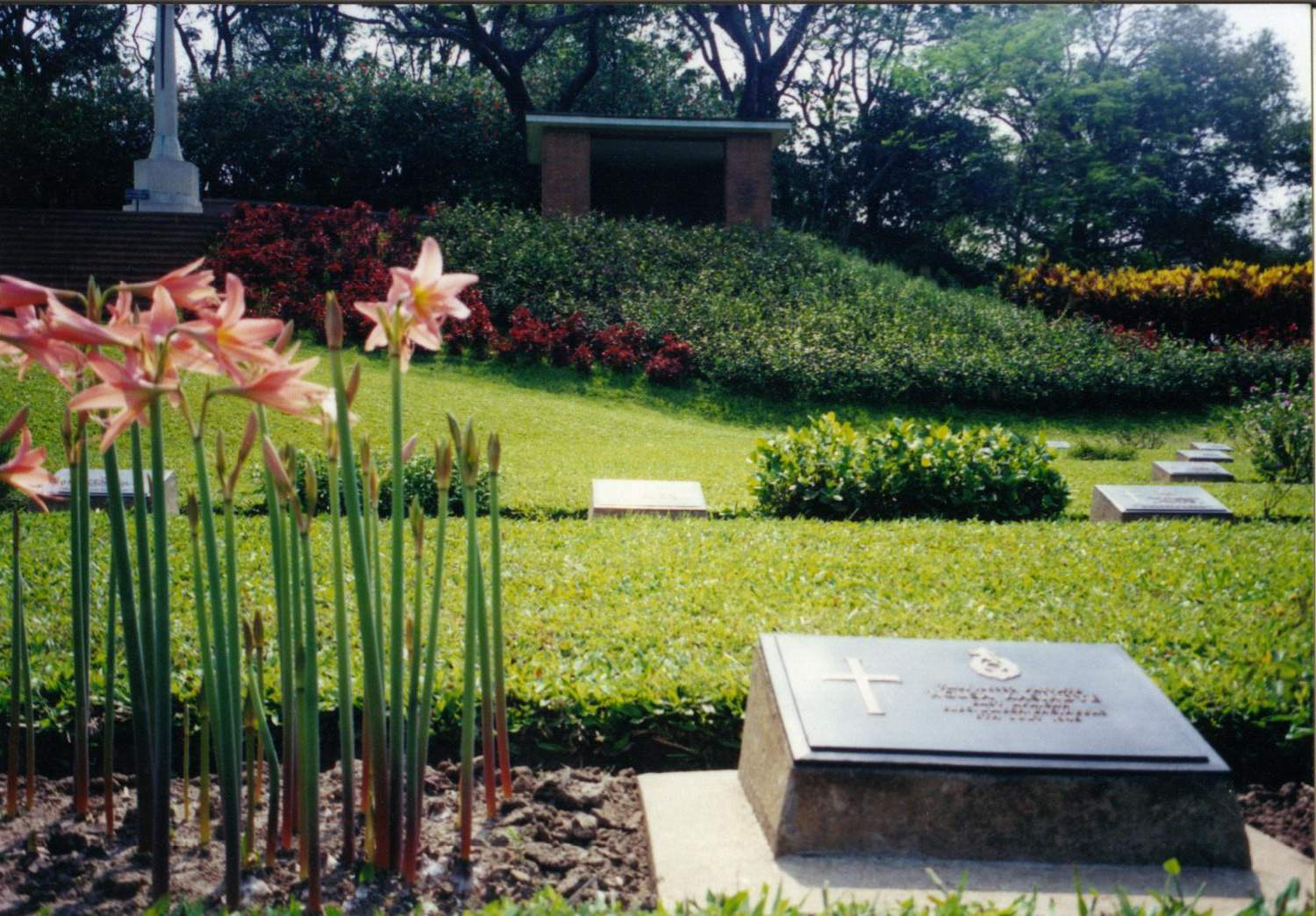
마이나마티에 있는 제2차 세계 대전 묘지

코밀라라는 이름은 벵골어로 '연못'을 뜻하는 코몰랑코(벵골어: কমলাঙ্ক)에서 유래했다. 현재의 코밀라는 치타공주의 행정 구역이다. 한때는 고대 사마타타의 지배하에 있었고 나중에는 트리푸라주의 일부가 되었다. 이 지역에서 발견된 고대 고고학에서 알려진 바로는, 굽타 황제들은 서기 5세기부터 트리푸라주를 통치했다. 역사가들에 따르면, 불교의 데바 왕조는 7세기부터 8세기 중반까지 이 지역을 통치했다. 9세기에 코밀라는 하리켈라의 왕들의 지배하에 들어갔고, 서기 10세기와 11세기 중반에 찬드라 왕조의 지배를 받았다. 나중에, 그것은 무굴인들에 의해 통치되었고 그리고 나서 1765년에 그것은 영국 동인도 회사의 통치하에 들어갔다.
세입 징수를 용이하게 하기 위해 1769년에 도에서 구 수집가를 고용하였다. 코밀라는 당시 다카 지방에 속했다. 코밀라는 1776년에 지구 수집가의 사무실에서 만들어졌다. 트리푸라 수집가의 여행은 1790년 영국에 의해 벵골의 티페라 지역이 형성되면서 시작되었다. 1793년 제3차 규정에 따라 트리푸라 지역의 민사 재판관이 임명되었고 그 해에 그는 행정관 권한을 부여받았다. 1837년에 치안판사와 징수관이 분리되었다. 1859년에 이 두 직책은 다시 합쳐졌다. 1947년 분할 이후 1960년에 코밀라구로 개칭되었고, 행정관과 수집가가 부관으로 임명되었다. 1984년에 찬드푸르구와 브라만바리아구가 신설되었다.

## 지리 및 기후
코밀라구의 면적은 3146.30.17km²이다. 북쪽으로는 다카주 브라만바리아구와 나라양간지구, 서쪽으로는 다카주 문시간지구와 찬드푸르구, 남쪽으로는 노아칼리구와 페니구, 동쪽으로는 인도 트리푸라주와 접한다. 코밀라구의 지역 본부는 인도 국경 근처에 위치해 있으며, 반대편에는 소나무라 마을이 있다. 코밀라구를 통과하는 주요 강으로는 검티강과 리틀 페니강이 있다. 여름에는 덥고 겨울에는 춥다.
그 지역은 주로 평야이다.

## 인구
| 연도     | 인구      | ±% p.a. |
| -------- | --------- | ------- |
| 1974     | 2,802,944 | —       |
| 1981     | 3,355,953 | +2.61%  |
| 1991     | 4,032,666 | +1.85%  |
| 2001     | 4,595,557 | +1.32%  |
| 2011     | 5,387,288 | +1.60%  |
| 2022     | 6,212,216 | +1.30%  |
| Sources: |           |         |

## 경제

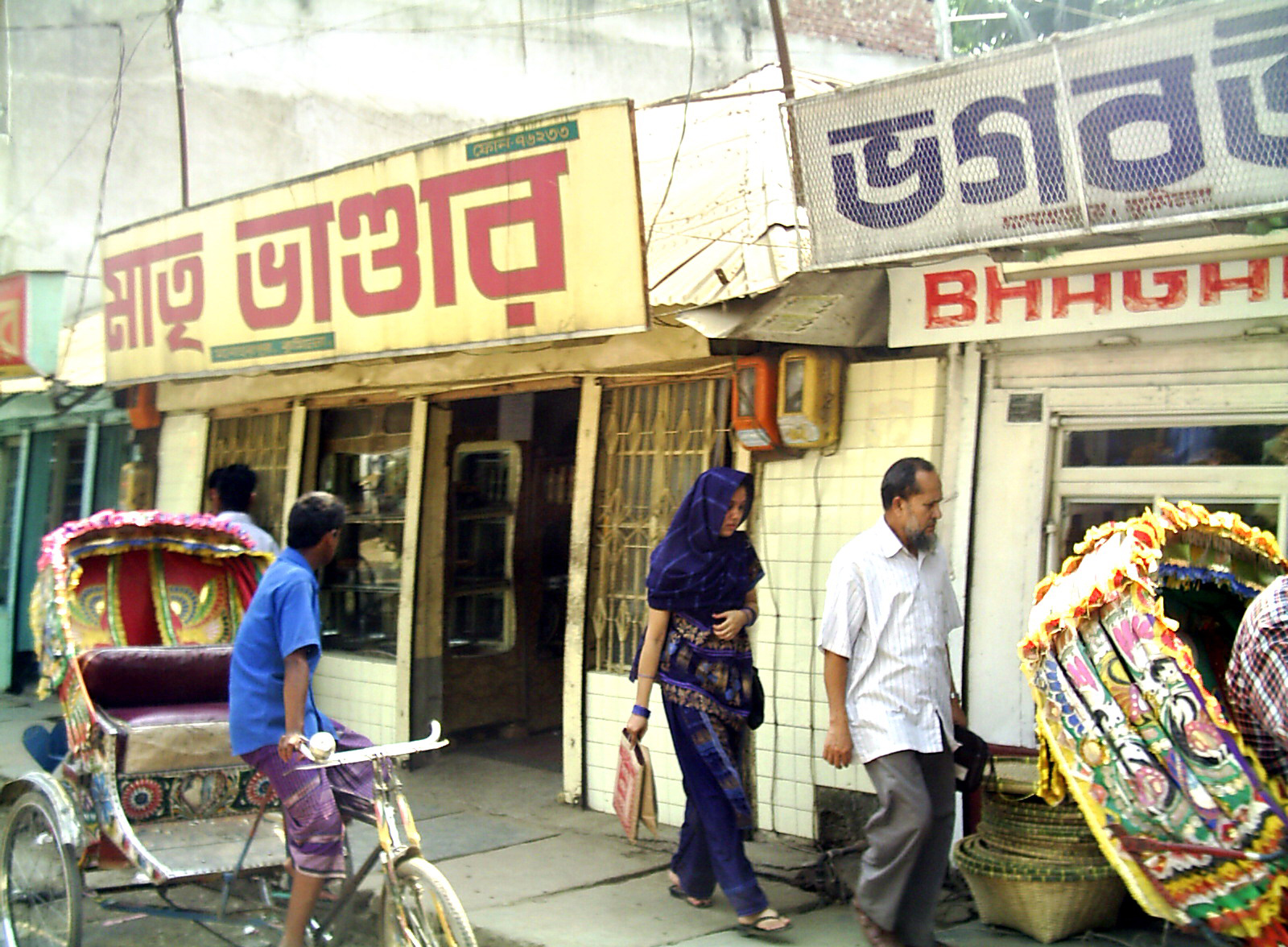
인기 있는 코밀라 과자류의 제조업자들은 대부분 주요 도시의 마노하르푸르 지역에 기반을 두고 있다.

주로 농업에 기반을 둔 코밀라의 경제는 무역과 가내 산업, 특히 '카디' 직물을 통해 번영했다. 이 지역의 경제 발전을 위해 방글라데시 수출 가공 지역 당국은 2000년 코밀라 공항 지역에 104.44 헥타르(258.1 에이커)에 걸친 "코밀라 수출 가공 지역"을 설립했다. 수출 지역은 2013년 기준으로 2만 명을 고용하고 있다.